# Kielich królewski z Trzemeszna

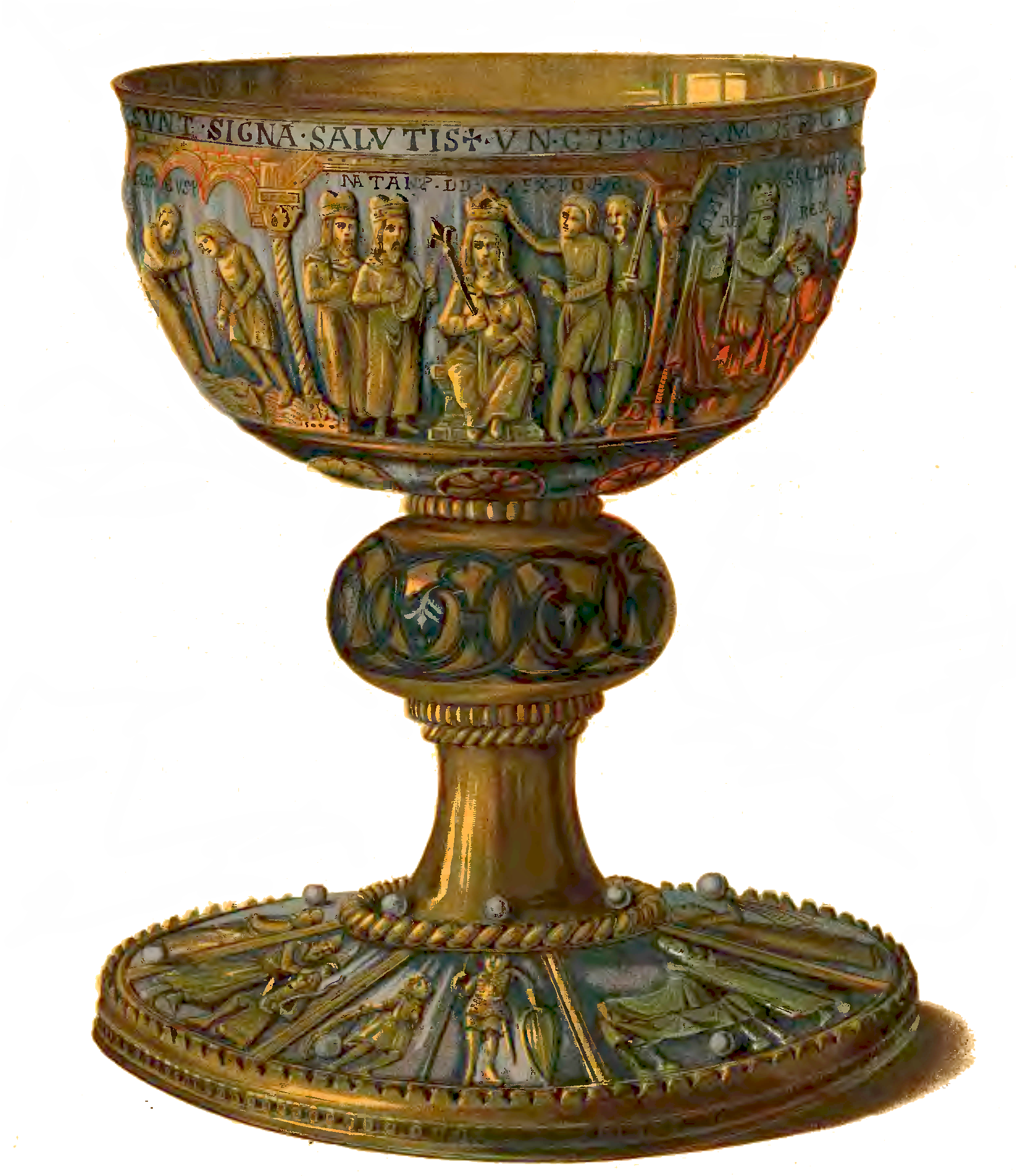
Kielich królewski na XIX-wiecznej grafice

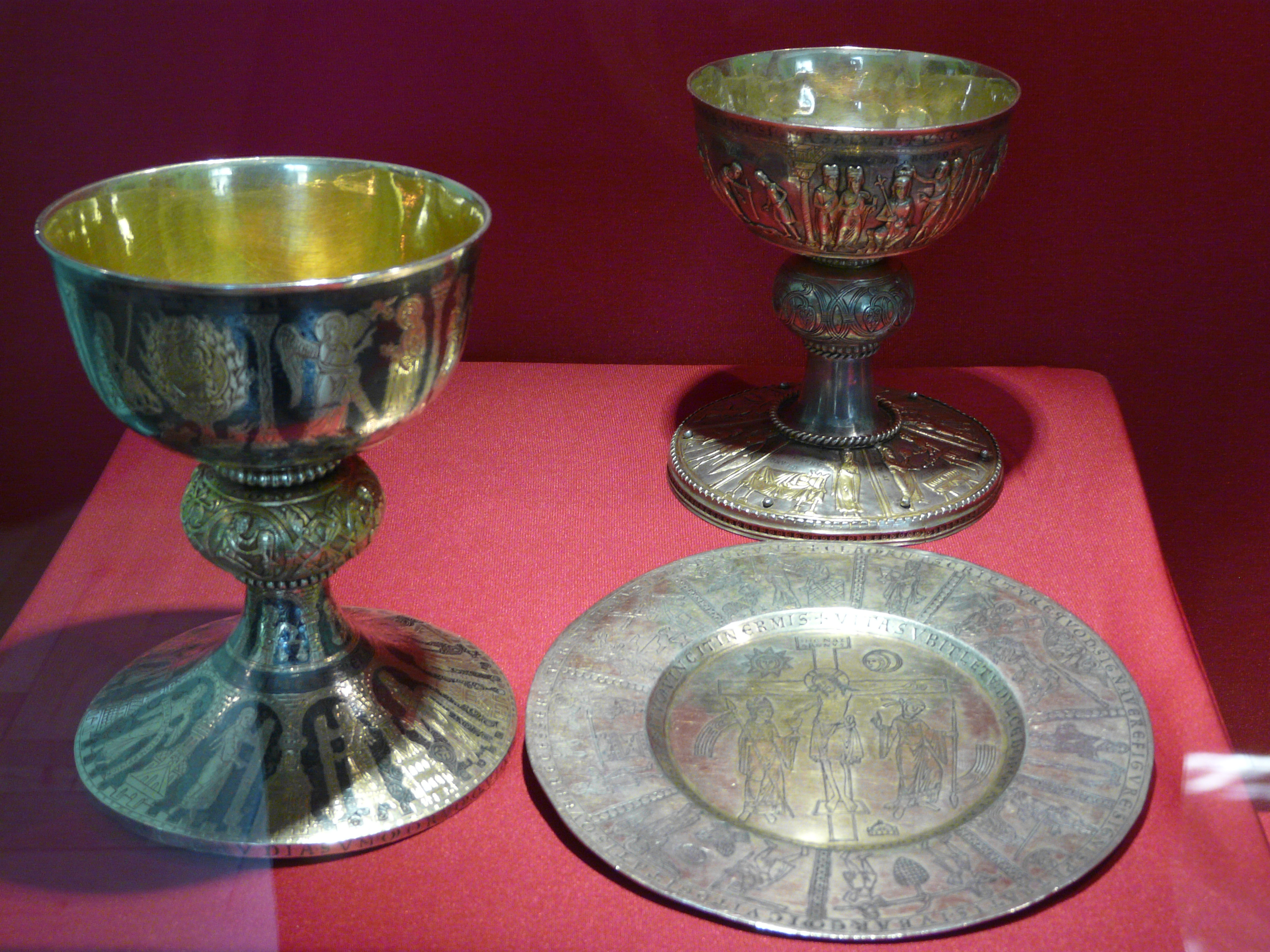
Kielich królewski (z prawej)

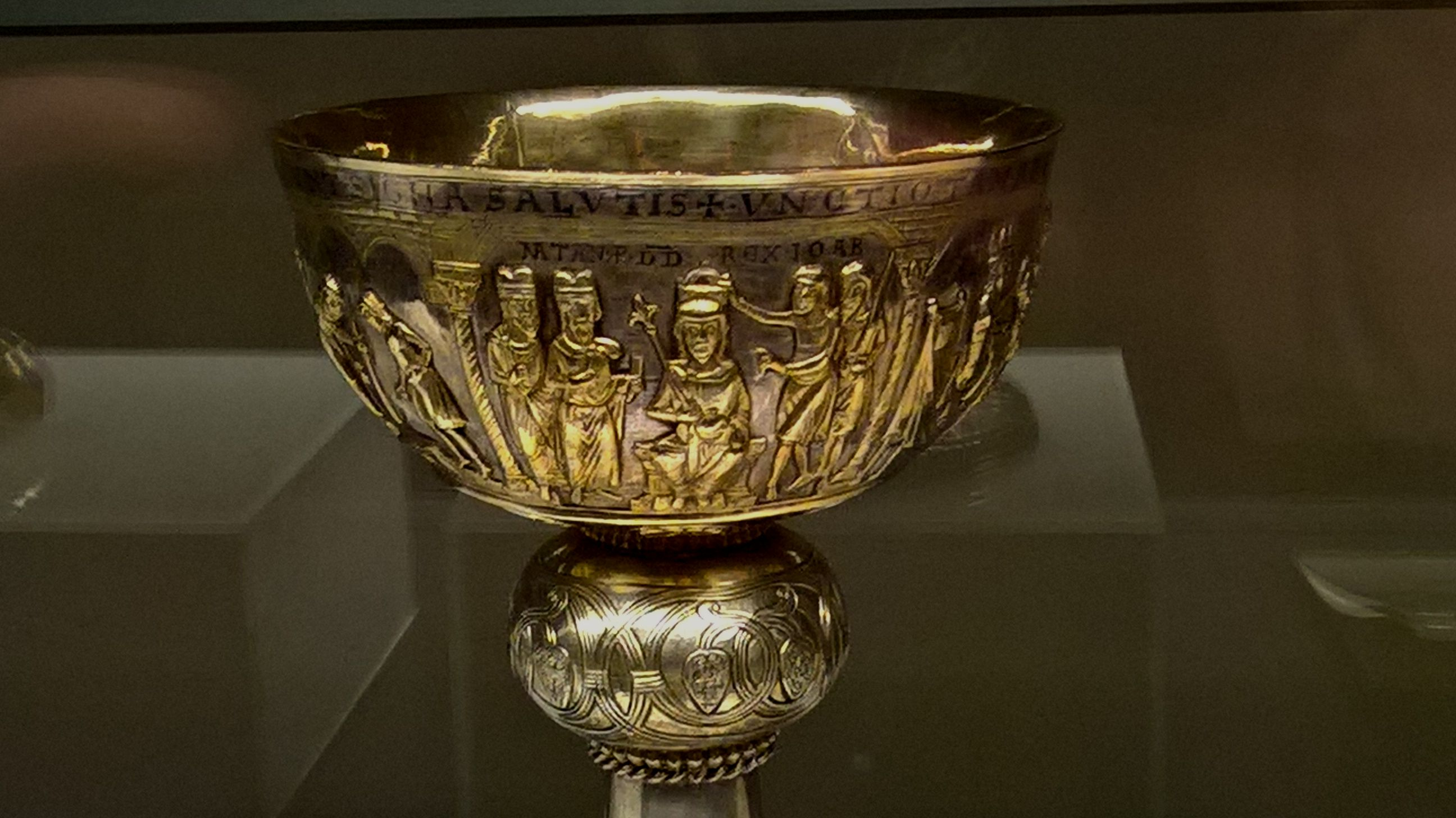
Fragment kielicha królewskiego (2017)

Kielich królewski z Trzemeszna, właśc. kielich tzw. królewski z Trzemeszna, zw. także drugim kielichem Dąbrówki – srebrny, częściowo złocony kielich z około 1180 roku. Przypisywany różnym środowiskom artystycznym: mozańskiemu, polskiemu, środkoworeńskiemu, angielskiemu. Cechy stylistyczne wskazują na związki z malarstwem miniaturowym kręgu klasztornego Regensburg-Prüfening i z tamtejszą ikonografią typologiczną.
W kościele kanoników regularnych w Trzemesznie przechowywany był do 1941 lub 1942, potem wywieziony został do Niemiec przez hitlerowskie władze okupacyjne, odzyskany przez władze polskie w 1946. W 1958 został zwrócony Kościołowi katolickiemu w Polsce. Przechowywany jest w Muzeum Archidiecezjalnym w Gnieźnie (nr. inw. 43). Na stopie oraz czaszy znajduje się dwanaście trybowanych scen z Ksiąg Samuela i Ksiąg Królewskich. Wymiary: wysokość 15,8 cm; średnica stopy 13,1 cm; średnica czaszy 12,1 cm.

## Opis i historia kielicha
Jednym z najbardziej znamienitych przykładów rzemiosła artystycznego zgromadzonego w polskich zbiorach, szczególnie w dziedzinie złotnictwa, jest tzw. II romański kielich trzemeszeński datowany zgodnie przez większość badaczy na drugą połowę XII wieku. Nie jest znany autor samego obiektu ani również twórca scenariusza ikonograficznego, który notabene nie znajduje swojego odpowiednika wśród innych zachowanych egzemplów sztuki złotniczej wieku XII, co nie jest bezpośrednim dowodem na wyjątkowość owego kielicha mszalnego, lecz na to, że nie zachowało się wiele wyrobów z okresu romańskiego. Trzemeszeński skarb jest ewenementem nie tylko Polskim, ale również na skalę światową. Autor obiektu pozostaje nieznany, tak samo miejsce wykonania kielicha – i choć złotnictwo na ziemiach polskich uprawiane było nawet w czasach prahistorycznych – nie ma jednak pewności, czy złotnicze wyroby wykonywane były na miejscu, czy pochodziły z importu, np. z Nadrenii, znad Mozy, z Ratyzbony etc.
Kwestia fundatora również nie jest jasna. Wedle legendy, której źródeł szukać należy co najmniej w wieku XVI, fundatorką Kielicha Królewskiego oraz drugiego, niellowanego kielicha i pateny miała być pierwsza żona Mieszka I, czyli Dąbrówka Przemyślidka (965–977) – czeska księżniczka, która miała swój udział w chrystianizacji Polski. Już sama data jej śmierci wyklucza możliwość tego, iż była ona fundatorką skarbów złotnictwa. Świechowski wyznacza innego ofiarodawcę – miał nim być Mieszko III Stary (ewentualnie członek jego rodu). Jest to jednak hipoteza. W państwie Piastów złotnictwo było szczególnie istotne i choć nie zachowały się najcenniejsze zabytki z XI wieku oraz te z pierwszej połowy XII wieku, nadal można obserwować ewolucję sztuki romańskiej na ziemiach polskich.
Jak na przeciętny przykład vasa sacra, trzemeszeński obiekt jest całkiem sporych rozmiarów: 12 cm średnicy czaszy, 13 cm średnicy stopy oraz 15,5 cm wysokości. Wykonany jest z blachy srebrnej, złocony, trybowany (stąd jego druga nazwa – Trybowany Kielich z Trzemeszna), cyzelowany. Nie zachowała się jego patena. Wiadomo, że w rytuale rzymskim mniej więcej w czasach powstania tego kielicha liturgia eucharystyczna wymagała użycia kielicha oraz przeznaczonej do niego pateny (była ona dopasowana do niego rozmiarem, aby dokładnie go przykryć). To ważne z punktu widzenia ikonograficznego, ponieważ taki komplet stanowił symboliczną całość. To właśnie na środkowej części pateny (ze względu na jej kontakt z hostią) znajdował się główny wątek ikonograficzny całości. Być może z tego względu jednoznaczna interpretacja tego dalece indywidualnego i wyjątkowego programu (zgodnie ze stanem badań) kielicha trybowanego z Trzemeszna sprawia trudność.
Określenie głównej funkcji naczynia liturgicznego od lat stanowi problem. Część badaczy uznaje, że miał on być kielichem mszalnym. Jednak jego rozmiary sugerują, że nie mógł być on kielichem codziennego użytku – raczej powinien być przeznaczany na specjalne, odświętne, okazje. Inni badacze twierdzą, że trzemeszeński kielich miał służyć jako naczynie na olej, którego używano w czasie sakry królewskiej.
W dwunastu polach trapezów, na które podzielone są czasza i stopa kielicha, widnieją sceny starotestamentowe, które nie mają bezpośredniego związku z żywotem Jezusa z Nazaretu. To oznacza, że autor scenariusza ikonograficznego zapoznał się z nową orientacją teologicznych nauk – badacze wskazują, że tak nietypowy program musiał powstać w środowisku bliskim autorowi nowej egzogenezy – Hugona ze św. Wiktora.
Dwanaście scen z Księgi Samuela oraz Ksiąg Królewskich rozdzielono na stopę oraz czaszę. Na tej pierwszej są to kolejno: 1) Anna, która ofiarowuje Samuela na służbę Haszem w świątyni (1 Sm 1,25-28); 2) Zerwanie Samuela z Saulem (1 Sm 15,22-28); 3) Samuel namaszczający Dawida (1 Sm 14,13); 4) Walka Dawida z Goliatem (1 Sm 17, 48-49); 5) Podstęp Mikal, która pomaga Dawidowi uciec przed gniewem jej ojca Saula (1 Sm 19, 11-16); 6) Achimelek wręczający Dawidowi chleby pokładne i miecz Goliata (1 Sm 21, 2-7). Natomiast na nieco spłaszczonej czaszy są to: 1) Joab wraz z Natanem, którzy koronują Dawida nazywając go tym samym tytułem Melech Iszrael (1 Sm 2,4 oraz 5,2); 2) Dawid za wstawiennictwem Batszeby mianuje swoim następcom Salomona (1 Krl 1-2); 3) Eliasz wskrzeszający syna wdowy z Sarepty (1 Krl 17, 17-23); 4) Eliasz na ognistym wozie wstępuje do nieba oraz Elizeusz z płaszczem Eliasza, który rozdziela wody Jordanu (2 Krl 2, 11-14); 5) Elizeusz uzdrawia studnię jerychońską- wsypuje do niej sól (2 Krl 2, 19-22); 6) Elizeusz wyławia siekierę zatopioną w Jordanie (2 Krl 6, 1-7).
Na brzegu czaszy znajduje się łacińska inskrypcja niellowana: + VNCTIO TAM REGVM QVAM VIRTVS MISTICA VATVM OMNIBVS INDVTIS XP(ISTV)M SVNT SIGNA SALVTIS (tł. Tak królów namaszczenie, jak proroków moc mistyczna/ dla tych, co przybrali szatę Chrystusa, znakami są zbawienia). Poza tym, na kielichu są umieszczone inne niellowane napisy, które identyfikują niektóre postaci oraz przedmioty na stopie. Nodus i stopę od gładkiego trzonu oddziela ornament sznurowy.
Postacie z kielicha są smukłe, mają wątłe kończyny. Ukazane są w zależności od potrzeby akcji: statycznie, hieratycznie lub w giętkim, prawie że tanecznym ruchu. Większość scen posiada obramienia architektoniczne, natomiast nie zawsze są one uzasadnione teologicznie (np. oba cudy Elizeusza). Scena Wniebowstąpienia Eliasza takowego obramienia nie posiada. Szaty uwydatniają plastykę ciał, którą rzemieślnik wydobył delikatnym reliefem. Warto zwrócić uwagę na wyważone proporcje całości, która przekłada się również na symboliczny wymiar dzieła. Podkreślenie wątku królewskiego, a dokładniej współpracy regnum i sacerdotium, odnosiło się do politycznej sytuacji czasów, w których ów przedmiot miał powstawać. Co szczególne, program ikonograficzny nie jest charakterystyczny dla średniowiecza, które chciało udowodnić, iż Nowy Testament odzwierciedla się w Starym Testamencie. Być może według autora programu zapowiedzi NT należy szukać w całej historii ST, a nie w jego pojedynczych epizodach. Nie zachowała się co prawda patena, ale można przypuszczać, że na niej nie ukazano żadnej z nowotestamentowych scen. Trzemeszeńskie series narratoris może być przypomnieniem roli dwóch kategorii społecznych – królów oraz kapłanów w dziele zbawienia.
Badania, poza tym uniwersalnym sensem sugerują również, że wspomniane alegorie rodem ze Starego Testamentu były dość popularne za czasów Polski dzielnicowej. Ponoć Mieszko III chciał być równie dobrym królem, co starotestamentowy Dawid. Biorąc to pod uwagę, należy spróbować odnieść każdą ze scen kielicha do współczesnej autorowi sytuacji politycznej.
Kielich od czasów średniowiecza przechowywany był w trzemeszeńskim klasztorze kanoników regularnych. W czasie wojny, w 1941 lub 1942 roku, hitlerowcy zabrali go na terytorium Niemiec, nie wiadomo dokładnie, gdzie wtedy był przechowywany. Do Polski wrócił w roku 1946. Pod opiekę władz Polskiego Kościoła katolickiego trafił dopiero w 1958 roku i został od razu umieszczony w Gnieźnie – początkowo eksponowano go w skarbcu katedralnym, obecnie przechowywany jest w Muzeum Archidiecezjalnym na wystawie stałej.

## Przeznaczenie
Wśród uczonych istnieją wątpliwości, czy vasa sacra tak sporych rozmiarów z dalece indywidualnym programem ikonograficznym mogło być używane do celów codziennych nabożeństw. Świechowski domyśla się, że ów naczynie liturgiczne mogło służyć do przechowywania oleju w czasie sakry królewskiej. Przy jego założeniu, że kielich mszalny ufundował Mieszko III, hipoteza nabiera sensu – odpowiadałoby to wówczas aspiracjom politycznym władcy. Nie ma jednak żadnych dokumentów, które mogłyby ją potwierdzić. Skubiszewski natomiast sądzi, że był to po prostu kielich mszalny używany w czasie świątecznym lub wyjątkowym, a wydarzenia z dziejów proroków i królów powinno się odczytywać tak jak sugeruje to łaciński napis na nodusie jako zapowiedź zbawienia w Chrystusie.

## Współczesne losy kielicha
Tzw. Kielich Królewski z Trzemeszna jest przechowywany w Muzeum Archidiecezjalnym w Gnieźnie wraz z niellowanym kielichem i jego pateną. Zachowany jest w dość dobrym stanie, choć w czasie reperacji w 1854 r. (tak datuje to zajście Skubiszewski; nie zachował się bowiem żaden dokument potwierdzający dokładną datę ingerencji w zabytek) został zniszczony (oraz skopiowany) napis z wieku XVII, który umieszczono na odwrotnej stronie stopy naczynia. Wiązał się on bezpośrednio z legendami o rzekomej fundacji kielicha przez Dąbrówkę, a brzmiał: Serenissima Dąbrowha (sic) Ecclaesie (sic) Tremesnensis (sic) obtulit 965. Podczas owej reperacji przerobiono również stopę. Nadano jej nieco bardziej płaski kształt i przycięto górną krawędź dolnego rzędu dekoracji reliefowej. Kielich eksponowano na najważniejszych wystawach dotyczących średniowiecznej sztuki sakralnej w Polsce, m.in. w 2020 roku na Wawelu w Krakowie (wystawa: Skarby epoki Piastów. Wystawa w 700. rocznicę koronacji Władysława Łokietka) oraz w 1999 roku na Zamku Królewskim w Warszawie (wystawa: Ornamenta Ecclesiae Poloniae. Skarby sztuki sakralnej – wiek X–XVIII). Po obu wystawach pozostały katalogi, a wystawa krakowska z racji niestabilnej sytuacji epidemiologicznej została przetworzona do postaci cyfrowej i udostępniona na oficjalnej stronie Zamku Wawelskiego.